# سیگور سونسون
سیگور سونسون (انگلیسی: Sigurd Svensson؛ ۲۷ سپتامبر ۱۹۱۲ – ۱۳ ژانویه ۱۹۶۹ (aged 56)) ورزشکار سوارکاری اهل سوئد بود.
وی در مسابقات کشوری و بین‌المللی در مجموع برندهٔ ۱ مدال نقره شده‌است.